# Tombe B10, B15 & B19
Tombes B10, B15 & B19 zijn de wetenschappelijke benamingen voor de koninklijke mastaba's van farao Hor-Aha uit de 1e dynastie van Egypte. Farao Hor-Aha was waarschijnlijk de zoon van Narmer. Vaststaat dat hij in elk geval zijn opvolger was, dus erfgenaam van een verenigd Egypte. De drie mastaba's bevinden zich in de koninklijke dodenstad Umm el-Qaab, vlak bij Abydos. Wanneer deze mastaba's zijn vervaardigd is niet exact bekend. Geschat wordt tussen 3200 en 3000 voor Christus.  

## Het graf
De drie mastaba's zijn eigenlijk uit drie kuilen met muren van 1,5 tot 2,1 meter dik, die vroeger overdekt waren. De overdekking bestond uit stenen van leem en matten, ondersteund door houten balken. Het totale oppervlak van de overdekking bedroeg ongeveer 16 x 40 meter. De mastaba's zijn onderzocht door Duitse archeologen die concludeerden dat ze toe hadden behoord aan Hor-Aha. Er bevinden zich ook een aantal tombes naast die van Hor-Aha, die waarschijnlijk van zijn entourage waren. Uit skeletresten blijkt dat deze personen niet ouder waren dan 25 jaar. Daaruit concludeert men dat zijn entourage hem, vrijwillig of niet, volgde in zijn dood. Een cultus die alleen voorkwam in de eerste dynastie. Het bewijs hiervoor is verder alleen iconografisch: een gevonden fragment toont een persoon die gebonden is terwijl een ander een dolk in zijn borst stoot en het bloed opvangt in een kom (Petrie 1901: pl. III.6, blz 76).